# Veikkausliiga 1998
Het Veikkausliiga 1998 was het 68ste seizoen op het hoogste niveau in Finland. De competitie begon op zaterdag 2 mei en eindigde op zondag 4 oktober. Aan de competitie namen tien clubs deel. Die troffen elkaar in totaal drie keer.
HJK Helsinki was titelverdediger, maar de club uit de hoofdstad moest deze afstaan aan FC Haka dat onder leiding van trainer-coach Keith Armstrong de zesde landstitel uit de clubhistorie behaalde. De ploeg had na 27 wedstrijden uiteindelijk drie punten voorsprong op achtervolger VPS Vaasa.
Topscorer werd Matti Hiukka van RoPS Rovaniemi met elf treffers. Hij werd op de ranglijst gevolgd door twee Russen, die beiden in dienst van FC Haka tot tien goals kwamen: Oleg Ivanov en Valeri Popovitš.
FF Jaro eindigde als laatste en degradeerde rechtstreeks naar de Ykkönen, de op een na hoogste afdeling in Finland. De nummer voorlaatst, FinnPa Helsinki, ging ten onder in de play-offs promotie/degradatie tegen TPV Tampere, dat over twee duels de betere was.

## Uitslagen
|                   | HAK     | VPS     | PK-35   | HJK     | JAZ     | TPS     | MYP     | RoPS    | FPA     | JAR     |
| ----------------- | ------- | ------- | ------- | ------- | ------- | ------- | ------- | ------- | ------- | ------- |
| FC Haka           |         | 2–1     | 0–0 3–1 | 2–2     | 2–3 3–2 | 1–0 0–1 | 2–1 4–0 | 4–2 0–0 | 1–1     | 1–1     |
| VPS Vaasa         | 3–0 1–0 |         | 2–1     | 1–1     | 4–0 0–0 | 0–2 0–0 | 3–2 2–4 | 0–2 4–0 | 3–1     | 3–0     |
| PK-35 Helsinki    | 5–1     | 1–1     |         | 0–1 1–1 | 2–2     | 3–1     | 2–0 1–0 | 1–1     | 1–0     | 1–0 2–1 |
| HJK Helsinki      | 1–1 0–1 | 1–1 3–1 | 0–0     |         | 1–0     | 1–2     | 1–1 0–0 | 2–0 0–2 | 2–4     | 1–1 4–2 |
| FC Jazz           | 0–4     | 0–1     | 1–1 4–1 | 2–1     |         | 0–0     | 1–2     | 2–1     | 5–1 1–0 | 0–0 5–1 |
| TPS Turku         | 1–2     | 1–2     | 1–1 0–2 | 1–1 0–1 | 1–1 1–0 |         | 2–2 1–0 | 0–0     | 1–0     | 3–0 1–1 |
| MyPa Anjalankoski | 0–0     | 0–3     | 0–2     | 1–1     | 1–0 1–3 | 0–1     |         | 2–2 1–1 | 3–0 2–1 | 2–0 3–0 |
| RoPS Rovaniemi    | 1–1     | 2–1     | 1–1 2–1 | 0–1     | 1–1 0–0 | 2–0 3–3 | 0–2     |         | 1–1 0–0 | 0–1     |
| FinnPa Helsinki   | 1–3 2–2 | 2–2 0–0 | 0–0     | 1–2 4–2 | 4–2     | 1–1 2–0 | 2–2     | 1–2     |         | 6–2     |
| FF Jaro           | 0–4 1–2 | 0–1 1–1 | 0–3     | 0–1     | 1–0     | 5–0     | 4–3     | 1–1 0–0 | 0–0 2–2 |         |

## Eindstand
| №  | Club              | WG | W  | G  | V  | DV | DT | +/– | Punten |
| -- | ----------------- | -- | -- | -- | -- | -- | -- | --- | ------ |
|    | FC Haka           | 27 | 13 | 9  | 5  | 46 | 31 | +15 | 48     |
| 2  | VPS Vaasa         | 27 | 12 | 9  | 6  | 42 | 27 | +15 | 45     |
| 3  | PK-35 Helsinki    | 27 | 11 | 11 | 5  | 36 | 24 | +12 | 44     |
| 4  | HJK Helsinki      | 27 | 9  | 11 | 7  | 33 | 31 | +2  | 38     |
| 5  | FC Jazz           | 27 | 9  | 8  | 10 | 37 | 36 | +1  | 35     |
| 6  | TPS Turku         | 27 | 8  | 10 | 9  | 25 | 31 | –6  | 34     |
| 7  | MyPa Anjalankoski | 27 | 8  | 8  | 11 | 35 | 39 | –4  | 32     |
| 8  | RoPS Rovaniemi    | 27 | 6  | 14 | 7  | 27 | 31 | –4  | 32     |
| 9  | FinnPa Helsinki   | 27 | 5  | 11 | 11 | 37 | 43 | –6  | 26     |
| 10 | FF Jaro           | 27 | 4  | 9  | 14 | 25 | 50 | –25 | 21     |

- Landskampioen FC Haka plaatst zich voor de UEFA Champions League 1999/00 (eerste kwalificatieronde)
- VPS Vaasa en HJK Helsinki plaatsen zich voor de UEFA Cup 1999/00
- PK-35 Helsinki plaatst zich voor de UEFA Intertoto Cup 1999
- FinnPa Helsinki speelt play-offs promotie/degradatie en verliest.
- FF Jaro degradeerde rechtstreeks naar de Ykkönen.

## Play-offs promotie/degradatie
|  |             |       |                 |  |
|  | TPV Tampere | 1 – 1 | FinnPa Helsinki |  |
|  |             |       |                 |  |

|  |                 |       |             |  |
|  | FinnPa Helsinki | 2 – 2 | TPV Tampere |  |
|  |                 |       |             |  |

### Topscorers
- In onderstaand overzicht zijn alleen de spelers opgenomen met acht of meer treffers achter hun naam.

| № | Naam            | Club                  | Goals | Pen. | Duels | Gem. |
| - | --------------- | --------------------- | ----- | ---- | ----- | ---- |
| 1 | Matti Hiukka    | RoPS Rovaniemi        | 11    | ??   | 27    |      |
| 2 | Oleg Ivanov     | FC Haka Valkeakoski   | 10    | ??   | 27    |      |
| 2 | Valeri Popovitš | FC Haka Valkeakoski   | 10    | ??   | 27    |      |
| 4 | Sükrü Uzuner    | Finnairin Palloilijat | 9     | ??   | 24    |      |
| 4 | Kalle Lehtinen  | PK-35 Helsinki        | 9     | ??   | 23    |      |
| 6 | Jukka Ruhanen   | FC Haka Valkeakoski   | 8     | ??   | 24    |      |
| 6 | Kimmo Tarkkio   | VPS Vaasa             | 8     | ??   | 26    |      |

## Kampioensteam
- FC Haka Valkeakoski

Andras Vilnrotter, Jouni Räsänen, Janne Hyökyvaara, Lasse Karjalainen, Janne Salli, Ari Heikkinen, Harri Ylönen, Jarkko Okkonen, Janne-Pella Mäkela, Tommi Torkkeli, Jukka Rantala, Oleg Ivanov, Anders Roth, Tibor Kalina, Jukka Ruhanen, Valeri Popovitsj, Jari Niemi en Marlon Harewood. Trainer-coach: Keith Armstrong. Assistent-trainer: Olavi Huttunen.

## Prijzen
- Beste speler

Valeri Popovitsj (FC Haka Valkeakoski)
- Beste nieuwkomer

Pasi Laaksonen (PK-35 Helsinki)